# Naakte singulariteit
Een naakte singulariteit is in de kosmologie de benaming voor een hypothetische gravitationele singulariteit, waarbij een zware ster die zich onder invloed van zijn eigen zwaartekracht samentrekt en tot een heel klein punt met een oneindig grote dichtheid verwordt, dat alles wat zich in de buurt bevindt aantrekt en vervolgens weer kan uitwerpen. 

## Verschil met een zwart gat
Het belangrijkste verschil met een zwart gat is dat bij dat laatste niets dat eenmaal is aangezogen weer kan ontsnappen, inclusief licht. Hierdoor kun je het zwarte gat zelf dus ook niet zien, vanwege de waarnemingshorizon. Hooguit is de hawkingstraling waarneembaar. Een naakte singulariteit heeft daarentegen geen waarnemingshorizon en zou dus nog wel gewoon zichtbaar moeten zijn, aangezien datgene wat aanvankelijk door de zwaartekracht werd aangetrokken - dat wil zeggen, licht en andere materiaal -, ook weer gewoon wordt teruggegeven. 

## Zoektocht naar naakte singulariteiten
Het bestaan van naakte singulariteiten werd aannemelijk gemaakt in de jaren zeventig van de twintigste eeuw. De Duitse natuurkundige Hans Jürgen Scheifert ontdekte samen met een paar collega's door middel van experimenten dat verschillende lagen samenvallend materiaal op bepaalde momenten singulariteiten vormden die zichtbaar bleven. De dichtheid werd wel oneindig groot, maar de zwaartekracht niet. Hierdoor verdween het aangetrokken materiaal niet in één punt, zoals bij zwarte gaten.

## Ontstaan van naakte singulariteiten
Naakte singulariteiten ontstaan vermoedelijk doordat in het binnenste van een zich aan het eind van zijn leven samentrekkende ster voldoende gasdruk aanwezig is die de zeer sterk wordende zwaartekracht enigszins tegenwerkt, zodat de ster uiteindelijk niet tot een zwart gat verwordt maar eerder de vorm van een langwerpige spoel heeft met aan de uiteinden - waar de dichtheid het grootst is - twee singulariteiten. Dit komt doordat de ster aanvankelijk aan weerszijden van zijn as samentrekt.